# Hoopla (sito web)
Hoopla è una piattaforma e un servizio multimediale per lo streaming di contenuti su computer e cellulari iOS/Android, fondata a Holland, nell'Ohio, dove ha mantenuto la propria sede.
Il sito fornisce un catalogo di contenuti audio e video, che studenti, bibliotecari e utenti privati possono visionare sia da connessione di rete fissa che da cellulari iOS/Android, in streaming o salvandoli temporaneamente nell'account personale. Il sito è attivo negli Stati Uniti e in Canada.

## Funzionamento
Gli utenti devono iscriversi al sito, fornendo il proprio numero di carta di credito come garanzia, per poter visualizzare i contenuti richiesti dal browser Internet, o tramite applicazioni native di Android e iOS. "Action View" è il lettore proprietario di fumetti presente nell'app di Hoopla.
Gli addetti delle biblioteche possono creare gratuitamente un account dal quale scaricare app e plugin, o inserire contenuti su Hoopla, che sono tariffati alle biblioteche in base al numero di richieste di prestito, oppure comunemente presi a noleggio. Terminato il periodo del prestito, i titoli vengono cancellati dalla card personale e dall'account relativo. Le biblioteche possono inserire delle limitazioni di importo, durata e frequenza massime dei prestiti a seconda dei contenuti prescelti.

## Hoopla Digital
Hoopla Digital è una divisione della società americana Midwest Tape, con sede legale e operativa nell'Ohio. La società madre di Hoopla, Midwest Tape LLC, è nata come un rivenditore di supporti fisici come audiolibri, CD e DVD/Blu-ray, fondato da John Eldred e Jeff Jankowski.  Il presidente di Hoopla è stato John Eldred fin dal 1989, primo anno della sua attività.
Al 2016 il sito dichiarava di ospitare più di 500.000 titoli in sei formati, così suddivisi: audiolibri (35%) seguite da film (22%), musica (19%), ebooks (12%), fumetti (6%) e televisione (6%).

In particolare, per quanto riguarda gli audiolibri, Hoopla ha stipulato degli accordi con i seguenti editori: Tantor Audio, Harper Collins, Blackstone Audio, Simon & Schuster Audio; per quanto riguarda i film, Hoopla ha delle collaborazioni con Lionsgate, Disney, Warner Brothers, Starz.